# Kazuo Koike
Kazuo Koike (jap. 小池 一夫 Koike Kazuo; ur. 8 maja 1936, zm. 17 kwietnia 2019 w Daisenie) (ur. jako Hajime Tsubakiya)  – japoński mangaka. Autor wielu japońskich mang, pisarz, scenarzysta, autor tekstów, poeta, gospodarz popularnych programów telewizyjnych, przedsiębiorca. Jego prace komiksowe wraz z licznymi adaptacjami medialnymi (kino, teatr, telewizja) wywarły duży wpływ na międzynarodowy rozwój japońskiej kultury popularnej.
Mangi zaczął się uczyć u boku Takao Saitō autora serii Golgo 13. Już jego pierwsza seria mang Samotny wilk i szczenię (1970-76), współtworzona z Gōseki Kojima okazała się dużym sukcesem. Na jej podstawie powstał serial w latach 70. XX wieku, w którym wystąpił słynny japoński aktor tamtych lat Tomisaburō Wakayama. Manga ta była jeszcze kilkakrotnie ekranizowana. Stała się inspiracją dla następnego pokolenia
twórców w Japonii, Stanach Zjednoczonych i Europie.
Wraz z rysownikiem Gōseki Kojima stworzył jeszcze kilka innych popularnych mang, razem znani byli jako Golden Duo (Złoty duet). Jest autorem kursów uniwersyteckich tzw. Gekiga Sonjuku, uczących ludzi jak zostać mangaką. W szkole tej pobierało nauki wielu młodych mangaka, m.in. Rumiko Takahashi (Inu-yasha) i Yuji Horii (Dragon-Quest). Z racji swoich zainteresowań golfem i grą w madżong, stworzył mangę o golfie i mangę o mahjong. W roku 2004 uhonorowany nagrodą Hall of Fame Nagroda Eisnera. W roku 2005 został dziekanem wydziału Sztuki Figuratywnej na Akademii Sztuk Pięknych w Osace. Zmarł w wieku 82 lat.

## Wybrana twórczość

### Komiks
- Samotny wilk i szczenię (jap. 子連れ狼 (Kozure Ōkami), ang. Lone Wolf and Cub), wspólnie z rysownikiem  Gōseki Kojima, 1970–1976
- Poranek ściętych głów (jap. 首斬り朝  (Kubikiri Asa), ang. Samurai Executioner), wspólnie z rysownikiem  Gōseki Kojima, 1972–1976
- Hanzō no Mon (jap. 半蔵の門 ; ang. Path of the Assassin), wspólnie z rysownikiem  Gōseki Kojima, 1978–1984
- Crying Freeman (jap. クライング　フリーマン (Kuraingu Furīman), ang. Crying Freeman), wspólnie z rysownikiem  Ryoichi Ikegami, 1986–1988
- X-Men Unlimited #50, 2003

### Film
- Lady Snowblood (1973) (jap. Shurayukihime, ang. Lady Snowblood) - współautor scenariusza[4]
- Lady Snowblood II (1974) (jap. Shurayukihime 2) - współautor scenariusza[5]
- Kat Shoguna. Samotny Wilk i Szczenię (1980) (ang. Shogun Assassin) - współautor scenariusza[6]

## Nagrody
- 2004: Hall of Fame Nagroda Eisnera